# Бисау
Биса́у (порт. Bissau) — столица Республики Гвинеи-Бисау, административный центр автономного сектора Бисау. Население — 492 004 жителей (2015).

## Этимология
Город основан в XVI веке как португальское укрепление, названное по местному наименованию острова, на котором оно было возведено. Название острова от этнонима биса, он же «бисано», «бусано», «бисагве», «буса» и т. п. (группа манде).

## История
До прибытия португальцев территория нынешнего Бисау была населена местными чернокожими племенами, говорящими на западноатлантических языках (в качестве лингва-франка использовался мандинка) и жившими в первобытно-общинном строе. Первыми европейцами, посетившими эти земли, стали португальские моряки из экспедиции Нуну Триштана в 1446 году, при этом сам Триштан и часть его спутников, высадившиеся на берег, были убиты аборигенами. На протяжении следующих двадцати лет новых попыток высадиться на негостеприимные гвинейские берега не предпринималось.
В 1466 году король Португалии Афонсу V даровал своим подданным, активно обустраивавшимся на расположенных поблизости островах Зелёного Мыса, право на освоение Гвинеи. Тем не менее тяжёлые природные условия и крайняя воинственность туземцев препятствовали колонизации, и фактически первые её попытки начались лишь десятилетие спустя, под давлением соперничества с англичанами, французами и голландцами и свелись к строительству укреплённых торговых постов на побережье. Важнейшим из них стал Кашеу.
По мере роста водоизмещения судов гавань Кашеу стала неудобной для торговли, и в 1687 году португальцам (в лице Компании Кашеу и Кабу-Верде удалось достичь договорённости с вождём прибрежного племени пепель об основании очередной торговой фактории — Бисау, на выбор места закладки города существенно повлияло наличие хорошо защищённой гавани, доступной для всех видов судов того времени. Само поселение было основано позднее, 15 марта 1692 года, а в 1696 году Компания начала строительство укреплённого форта.
Развитие поселения было неожиданно прервано в 1703 году, когда король Португалии Педру II не продлил монополию Компании на торговлю гвинейскими рабами. Потеря монополии привела к значительным убыткам и, как результат, в декабре 1707 года Бисау был оставлен португальцами, а брошенный форт разрушен туземцами.
Второй раз португальцы высадились в Бисау в ноябре 1753 года, но лишь в 1766-м, с окончанием строительства новой крепости, началось становление города как центра торговли и коммерческого судоходства. В 1836 году Бисау стал столицей Португальской Гвинеи, правда, подчиняясь при этом наместнику в Прае, а не напрямую Лиссабону. При этом развитие собственно города шло крайне медленно, чему способствовало множество факторов — неблагоприятный климат, регулярные нападения агрессивных местных племён (периодически выжигавших дотла всё за пределами крепостных стен), конкуренция со стороны других португальских поселений. Тем не менее в 1855 году в Бисау был создан гражданский муниципалитет, а 15 апреля 1858 года поселение получило официальный статус города.
Бисау, несмотря на формальное повышение статуса, продолжал оставаться прежде всего перевалочным пунктом и защищающим его фортом, мало напоминая настоящий город. Очередной удар по его перспективам нанесло состоявшееся в 1879 году административное разделение Кабо-Верде и Португальской Гвинеи — вопреки надеждам немногочисленных горожан, столицей новой колонии стал расположенный юго-западнее городок Болама. Тем не менее, к концу XIX века наконец-то началось развитие самого города, чему во многом способствовал рост грузооборота порта и, в целом, торговли. В 1914-м городским советом был утверждён первый градостроительный план Бисау, в декабре 1941-го вернулась из Боламы администрация губернатора колонии.
Жестокая, кровопролитная и неудачная для метрополии война с гвинейскими мятежниками, получавшими массированную поддержку СССР, Китая и африканских стран, почти не затронула Бисау непосредственно — даже в самое тяжёлое время (1967—1968 и 1971 годы) боевикам ПАИГК не удалось ворваться в столицу. Тем не менее война привела к резкому росту населения (с 18 000 в 1955 году до 71 000 в 1970-м и 109 000 в 1979-м), бежавшего в город с территорий, контролируемых повстанцами, что привело к серьёзной нагрузке на городскую инфраструктуру.
После Революции гвоздик новое левое правительство Португалии отказалось от борьбы за колонии и предоставило им независимость — 10 сентября 1974 года Бисау стал столицей Республики Гвинея-Бисау. Постколониальный период истории города связан с типичными для Чёрной Африки проблемами — быстрый рост населения и хаотичная застройка на фоне стагнирующей экономики и деградирующей инфраструктуры. Большой ущерб Бисау нанесла гражданская война 1998—1999 годов, от последствий которой город не оправился до сих пор.

## География и климат
Бисау расположен в эстуарии реки Геба, в 80 километрах от Атлантического океана. Местность вокруг города низкая и заболоченная. Климат города саванный (почти на грани перехода к муссонному), с дождливым сезоном с июня по октябрь и крайне высокой влажностью воздуха в течение всего года, что весьма дискомфортно для человека.

| Показатель                    | Янв. | Фев. | Март | Апр. | Май  | Июнь  | Июль  | Авг.  | Сен.  | Окт.  | Нояб. | Дек. | Год    |
| ----------------------------- | ---- | ---- | ---- | ---- | ---- | ----- | ----- | ----- | ----- | ----- | ----- | ---- | ------ |
| Абсолютный максимум, °C       | 36,7 | 38,3 | 38,9 | 41,1 | 39,4 | 35,6  | 33,3  | 32,8  | 33,9  | 34,4  | 35,0  | 35,6 | 41,1   |
| Средний суточный максимум, °C | 31,1 | 32,8 | 33,9 | 33,3 | 32,8 | 31,1  | 29,4  | 30,0  | 30,0  | 31,1  | 31,7  | 30,6 | 31,5   |
| Средний суточный минимум, °C  | 17,8 | 18,3 | 19,4 | 20,6 | 22,2 | 22,8  | 22,8  | 22,8  | 22,8  | 22,8  | 22,2  | 18,9 | 21,1   |
| Абсолютный минимум, °C        | 12,2 | 13,3 | 15,6 | 16,7 | 17,2 | 19,4  | 19,4  | 19,4  | 19,4  | 20,0  | 15,0  | 12,8 | 12,2   |
| Норма осадков, мм             | 0,5  | 0,8  | 0,5  | 0,8  | 17,3 | 174,8 | 472,5 | 682,5 | 434,9 | 194,8 | 41,4  | 2,0  | 2022,8 |
| Источник:                     |      |      |      |      |      |       |       |       |       |       |       |      |        |

## Население
За менее чем полвека независимости население Бисау возросло в пять c половиной раз — перепись 2015 года насчитала 492 000 горожан. На фоне остальной страны, преимущественно мусульманской и почти стопроцентно негроидной, столица выделяется относительным христианским большинством (40,2 %, при 34,2 % мусульман и 7,9 % анимистов), а также заметной прослойкой мулатов.
В племенном отношении 20,5 % горожан относится к баланте, 18,0 % — к фульбе, 15,7 % — к папеу (на землях которых и был основан город). Имеются небольшие, но играющие важную экономическую роль общины ливанцев и маканесе.
Официальным языком города и страны является португальский, но в быту большинство горожан говорят на криолу, либо на племенных языках (недавно прибывшие из сельской местности).

## Экономика и транспорт
Бисау — главный промышленный центр страны, в городе и окрестностях размещена большая часть предприятий Гвинеи-Бисау. Имеются предприятия лесопильной, пищевой, мебельной и лёгкой промышленности, гончарное производство, судоремонтные мастерские. Значительную часть рабочих мест обеспечивает госсектор. Властями предпринимаются попытки привлечения туристов (особенно на ежегодный карнавал), но этому мешает неразвитость инфраструктуры, коррумпированность чиновников, высокая преступность и сильное загрязнение окружающей среды.
Удобный порт на Атлантическом океане (вывоз пальмового масла и ядер пальмовых орехов, арахиса, шкур, лесоматериалов, кофе и хлопка). Международный аэропорт имени Освальду Виейры (IATA: OXB, ICAO: GGOV), из которого осуществляются регулярные рейсы в Лиссабон, Дакар и Касабланку, а также в столицы соседних государств.

## Герб и флаг
- Герб Бисау
- Эмблема Бисау в 2025 году[11]
- Флаг Бисау
- Флаг Бисау в 2025 году[11]

На гербе Бисау изображена в серебряном щите червлёная крепостная башня, сопровождаемая двумя головами негров в красных тюрбанах. Этот герб изображается и в центре чёрно-красного восьмиклиньевого квадратного флага Бисау.

## Города-побратимы
- Агеда, Португалия
- Дакар, Сенегал
- Тайбэй, Китайская Республика
- Прая, Кабо-Верде
- Анкара, Турция
- Лиссабон, Португалия
- Луанда, Ангола